# الخدمات الاجتماعية لحزب الله
الخدمات الاجتماعية لحزب الله هي برامج للتنمية الاجتماعية تنظمها الجماعة اللبنانية شبه العسكرية حزب الله. إن شعبيّة حزب الله لدى السكان الشيعة وهم أحد أفقر المجتمعات المحلية في لبنان تأتي جزئيا من الخدمات الاجتماعية التي يقدمها. للخدمات الاجتماعية دور محوري في برامج الحزب التي ترتبط ارتباطا وثيقا بوظائفها العسكرية والسياسية الدينية.
يعتقد معظم الخبراء أن برامج حزب الله الاجتماعية والصحية تقدر بمئات الملايين من الدولارات سنويا. كما قال خلية التفكير مجلس العلاقات الخارجية أن حزب الله «مزود رئيسي للخدمات الاجتماعية والمدارس العاملة والمستشفيات والخدمات الزراعية لآلاف الشيعة اللبنانيين». ساعد توسع هذه الخدمات حزب الله ليبقى جزءا لا يتجزأ من المجتمع اللبناني.

## الملخص
ينظم حزب الله برنامجا شاملا للتنمية الاجتماعية ويدير المستشفيات والخدمات الإخبارية والمرافق التعليمية وتشجيع زواج المتعة. بعض مؤسساتها القائمة هي: لجنة إمداد للجمعيات الخيرية الإسلامية ومكتب حزب الله المركزي للصحافة وجمعية الجرحى وجمعية جهاد البناء التنموية. حملة جهاد البناء لإعادة الإعمار هي المسؤولة عن العديد من مشاريع التنمية الاقتصادية والبنية التحتية في لبنان. أنشأ حزب الله معهد الشهيد (جمعية الشهيد الاجتماعية) الذي يضمن توفير نفقات المعيشة والتعليم لأسر المقاتلين الذين يموتون في المعركة.
في مارس 2006 أشار تقرير إخباري لشبكة الأنباء الإنسانية لمكتب الأمم المتحدة لتنسيق الشؤون الإنسانية إلى ما يلي: «إن حزب الله ليس له أجنحة مسلحة وسياسية فحسب بل إنه يضم أيضا برنامجا شاملا للتنمية الاجتماعية حيث يدير حزب الله حاليا على الأقل أربعة مستشفيات واثنتي عشرة عيادة واثني عشر مدرسة ومركزين زراعيين يزودان المزارعين بالمساعدة التقنية والتدريب كما أن الرعاية الطبية هي أيضا أرخص من معظم المستشفيات الخاصة في البلاد ومجانية لأعضاء حزب الله».
وفقا لشبكة سي إن إن: «فعل حزب الله كل ما يجب على الحكومة القيام به من جمع القمامة إلى تشغيل المستشفيات وإصلاح المدارس».
في يوليو 2006 أثناء الحرب مع إسرائيل عندما لم يكن هناك مياه جارية في بيروت كان حزب الله يرتب الإمدادات في جميع أنحاء المدينة. «الناس هنا [في جنوب بيروت] يرون حزب الله كحركة سياسية ومزود خدمة اجتماعية بقدر ما هو ميليشيات في هذه الطائفة الشيعية الفقيرة والمملوكة تقليديا». أيضا بعد الحرب تنافست الحكومة اللبنانية لإعادة بناء المناطق المدمرة. وفقا لمحللين مثل البروفيسور في الجامعة الأمريكية جوديث بالمر هاريك فإن جهاد البناء قد فاز بالمعركة الأولى من القلوب والعقول في جزء كبير منها لأنهم الأكثر خبرة في لبنان في مجال إعادة الإعمار.